# AntenneFrance
特定非営利活動法人AntenneFranc（とくていひえいりかつどうほうじんアンテンヌフランス）は、フランスの情報を日本に、日本の情報を世界に主にインターネットを利用して紹介する非営利団体。

## 概要
創立者の中津川昌弘は1990年代初頭、アメリカ留学中に選択した外国語がフランス語であったが、初級クラスから口頭でフランスのことをフランス語で紹介する課題が出された。たまたま持っていたビデオにフレンチポップスのミュージックビデオがあったために、これを流しながらフランスのポップスを紹介するプレゼンを行った。これが好評となり、二度ほどプレゼンを行うことになった。
帰国後に浜松日仏協会に参画する中、独自に立ち上げたウェブサイトICHIBANDORiでは主にフレンチポップスの紹介を行っていた。これが在日フランス大使館文化部の目にとまり、当時黎明期のインターネットを駆使して情報発信する方針に賛同を受け、数々のプロジェクトを始動していくこととなる。
フレンチポップスの紹介とフランス映画祭の取材をすることをメインの事業として始まった。特にフランス映画祭では会場で列に並んでいたファンを仲間にする形で濃い記事を掲載する事が評判となっていた。

## フランス文化発信
設立当初はフランス情報の発信を主なミッションとしていた。
インターネット回線契約に付属していたウェブ公開部分に個人ウェブページの形で「ICHIBANDORi」を公開する。
浜松市の海外好きの中で話題となり、個人ドメイン取得し、海外サーバーにて個人ドメインのサブディレクトリーで運営を開始する。
メーリングリストMelFR@NCEを開始。ユーザー参加型のフランスに関するメールマガジンとして人気となる。
ネットでは何でも有りの風潮の中、誹謗中傷や事実無根などの投稿に関しては、比較的厳しい対応を行っていた。
メールマガジンAntenneFranceをまぐまぐ！などで開始。まぐまぐ！では200番目のメールマガジンであり、「草分けメールマガジン」「殿堂入りメールマガジン」となる。
Melma(現在はサービスの終了）でも開始し、第1回メールマガジン大賞にノミネートされる。
メールマガジンは、メルマガ運営情報の参考メルマガに紹介されるなど、記事の内容のみならず表記スタイルや運営方法も注目され、テキスト型メールマガジンのスタンダードの一翼を担う。
1998年に独自ドメインantennefrance.comを取得し、サイト名称をAnntenneFranceに改称する。
1999年にASIASAT2でEuropean Bouquetsの放送局から情報提供を受ける許諾を受ける。また、フランス国際国営放送からは正式に日本国内での再配信やウェブサイトの再利用に関する包括的な契約を締結。
2001年、rfi musiqueの日本再配信を開始
2003年、日仏バイリンガル雑誌Les Voixの日本事務所を担当
2023年、フランス情報のスマホアプリを開発・リリース

## 日本文化発信
フランス文化発信事業が軌道にのったら、このノウハウを元に、他のヨーロッパ諸国や海外向けに日本文化の発信も行うことが重要な柱の一つだった。しかし、まず国内の人脈や情報収集を行うことが第一という事で、日本人向けの情報発信を行う。
期せず代表の中津川昌弘が、「にほんのお守り」の書籍を出版することとなり、国内の社寺とのつながりが深まった。この書籍をきっかけに、ラジオ、雑誌、テレビ番組への出演や取材依頼が多数あり、日本国内向けの日本文化発信が本格的にスタートする。
英語版のウェブサイト、電子書籍、ペーパーバック、アプリなどがリリースし、海外向け日本文化発信が行われている。

## 沿革

### 1990年代
- ウェブサイトICHIBANDORiを開設。Geocitiesなどにも掲載していた。
- メーリングリストMelFR@NCEを開設
- メールマガジンAntenneFranceを発行。まぐまぐ！で200番目のメールマガジンで、現在でも20年以上続いている[3][4]。
- ドメインantennefrance.comを取得
- フランスの新聞社やテレビ局と提携し、コンテンツを利用する合意を積極的に行った。
- 在カナダフランス大使館の発行していたLe Petit Bouquetを日本語訳を行い日本語版の開始
- ボランティアを募り、組織化していく。翻訳担当だけで50名が集まる。

### 2000年代
- フランス国営放送の国際担当より打診があり日本国内でのインターネット経由での配信を行う正式な契約を行う
- 笹川日仏財団と株式会社マウビックの支援により衛星放送設備、ネット配信設備を整備。音楽放送のネット同時配信を行う
- パリのガイドブック「パリブランシェ」出版[5]
- 毎日新聞社にフランス情報を提供するサービスを開始
- フランス語教育プラットフォームを提供
- フランス映像メディアLaFrance.TV DVD発刊（フランスのアーティストやショップのインタビュー）[6]
- フランス語学習CD「早聞き時事フランス語 Les news à vitesse grand V(フランス語サプリシリーズ)」発売[7]
- フランス語学習CD「Ecoutarium」発売[8]
- 日仏ビジネスコンサルティングプラットフォームを提供
- 動画配信を開始[9][10]

### 2010年代
- にほんのお守り: 願いがかなう小さな神様[11]
- フランス国営放送の発信する記事の日本語化を開始
- 日本の情報を英語で発信する事業を開始[12]
- SNSで情報発信開始[13][14][15]
- 日本全国開運神社このお守りがすごい！出版[16]

### 2020年代
- フランスニュースの動画をYouTubeで配信開始[17]

- iPhoneアプリ「フランスニュース」をApp Storeで配信開始[18]
- Androidアプリ「フランスニュース」をGoogle Playで配信開始[19]
- iPhoneアプリ「LaFranceTV」をApp Storeで配信開始[20]
- Androidアプリ「LaFranceTV」をGoogle Playで配信開始[21]
- iPhoneアプリ「フランストラベルメディテーション」をApp Storeで配信開始（日英バイリンガル）[22]
- iPhoneアプリ「フランストラベルオラクルカード」をApp Storeで配信開始（日英バイリンガル）[23]

- 電子書籍・ペーパーバック「今日の金言366: 一日一歩、心の旅への案内」[24][25]
- 電子書籍・ペーパーバック「Colors of Shrines: Delightful Coloring of Japan's Shrines: A Journey Drawing Mystical Japanese Shrines and Landscapes」（日英バイリンガル）出版[26]
- iPhoneアプリ「お守りアプリ」をApp Storeで配信開始[27]
- Androidアプリ「お守りアプリ」をGoogle Playで配信開始[28]
- iPhoneアプリ「神社ナビゲーター」をApp Storeで配信開始（日英バイリンガル）[29]
- iPhoneアプリ「神社メディテーション」をApp Storeで配信開始（日英バイリンガル）[30]
- iPhoneアプリ「願望達成おみくじ」をApp Storeで配信開始（日英バイリンガル）[31]